# Orient-Knöterich
Der Orient-Knöterich (Persicaria orientalis) ist eine Pflanzenart aus der Familie der Knöterichgewächse (Polygonaceae).

## Merkmale

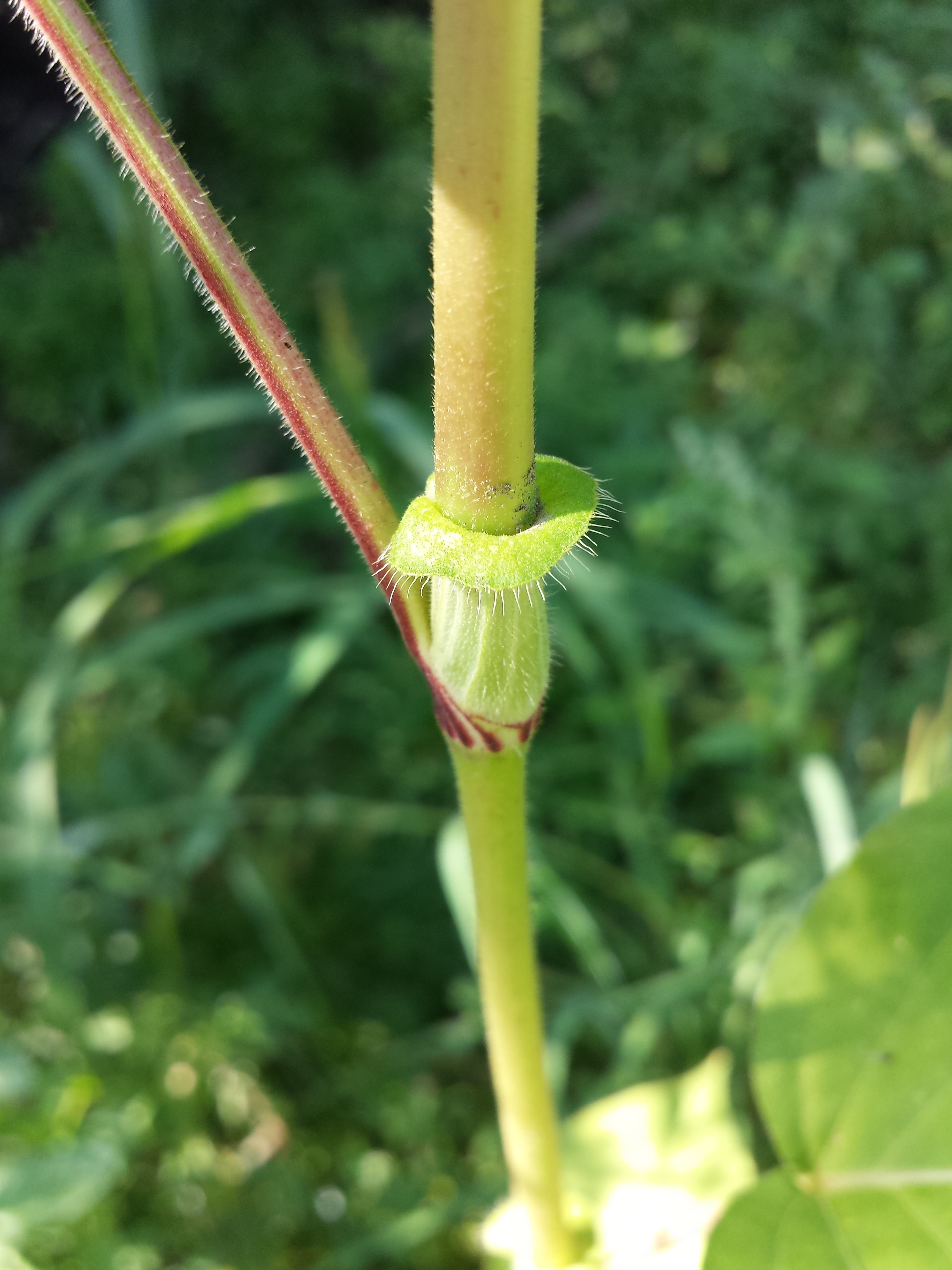
Die Nebenblattscheide (Ochrea) ist am oberen Rand mit Wimpern besetzt.

Der Orient-Knöterich ist eine einjährige Pflanze, die Wuchshöhen von 50 bis 150, selten bis 300 Zentimeter erreicht. Der Stängel ist aufrecht. Die Blattspreiten erreichen eine Länge von 8 bis 20 Zentimeter, die Blattstiele von 2,5 bis 10 Zentimeter. Bei der Nebenblattscheide ist der obere Rand gelappt. Der Blütenstand ist nickend und scheinährig.
Die Blütezeit reicht von Juli bis Oktober.
Die Chromosomenzahl beträgt 2n = 22.

## Vorkommen
Der Orient-Knöterich kommt in Ost- und Südost-Asien auf Reisfeldern und in Sümpfen vor. Sein ursprüngliches Verbreitungsgebiet reicht vom Iran bis China, Japan und Taiwan und umfasst auch Indien, Bangladesch, Bhutan, Sri Lanka, Myanmar, Thailand, Vietnam, Indonesien, Malaysia, die Philippinen und Australien.

## Nutzung
Der Orient-Knöterich wird selten als Zierpflanze für Sommerblumenbeete genutzt. Die Art ist mindestens seit 1700 in Kultur.